# Stavsolus japonicus
Stavsolus japonicus är en bäcksländeart som först beskrevs av Okamoto 1912.  Stavsolus japonicus ingår i släktet Stavsolus och familjen rovbäcksländor. Inga underarter finns listade i Catalogue of Life.